# Сан-Мигел-ду-Гостозу
Сан-Мигел-ду-Гостозу (порт. São Miguel do Gostoso) — муниципалитет в Бразилии, входит в штат Риу-Гранди-ду-Норти. Составная часть мезорегиона Восток штата Риу-Гранди-ду-Норти. Входит в экономико-статистический микрорегион Литорал-Нордести. Население составляет 8878 человек на 2006 год. Занимает площадь 342,445 км². Плотность населения — 25,9 чел./км².

## Статистика
- Валовой внутренний продукт на 2003 год составляет 16 293 995,00 реалов (данные: Бразильский институт географии и статистики).
- Валовой внутренний продукт на душу населения на 2003 год составляет 1967,16 реалов (данные: Бразильский институт географии и статистики).
- Индекс развития человеческого потенциала на 2000 год составляет 0,558 (данные: Программа развития ООН).